# St. Mauritius (Rottum)

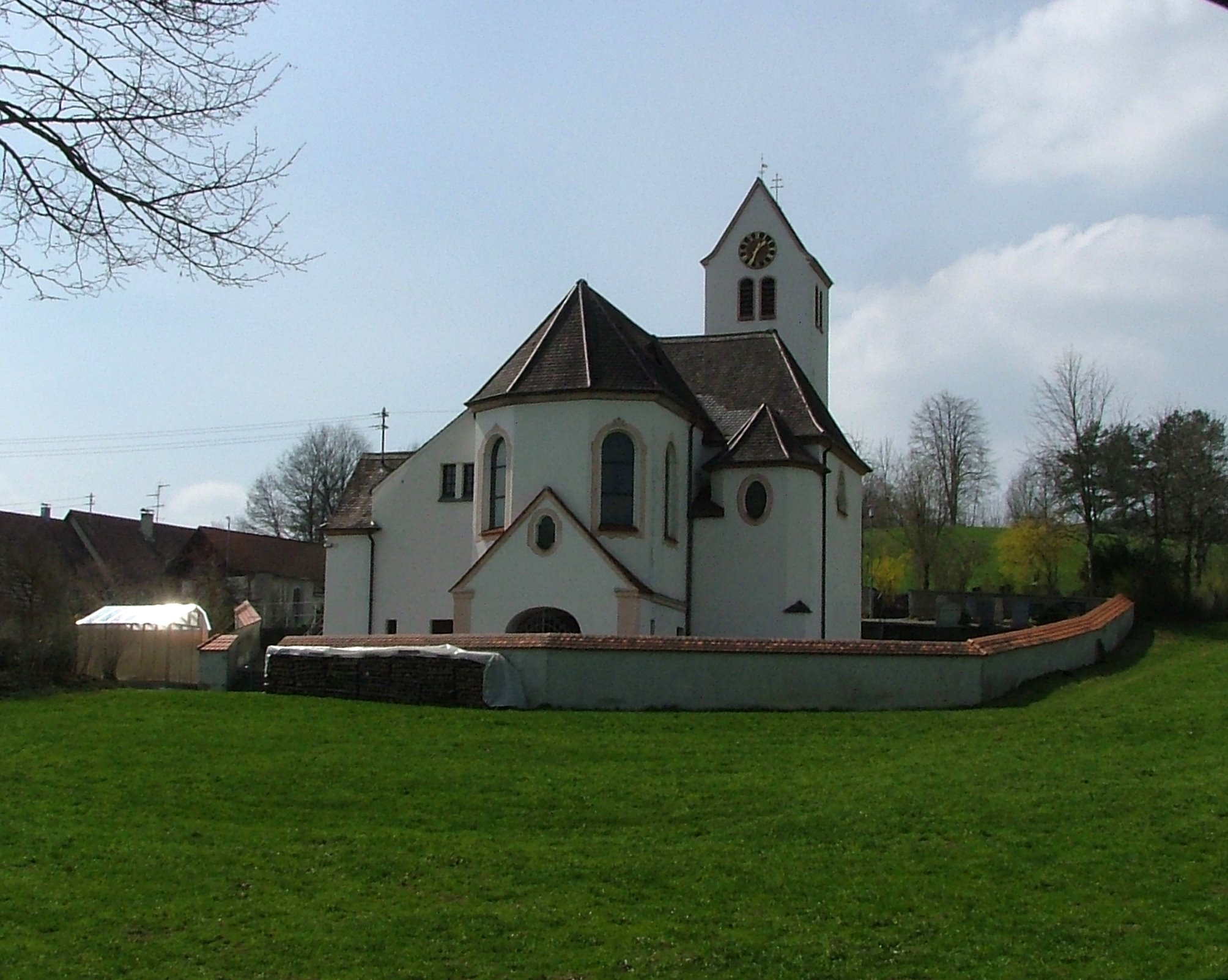
St. Mauritius in Rottum

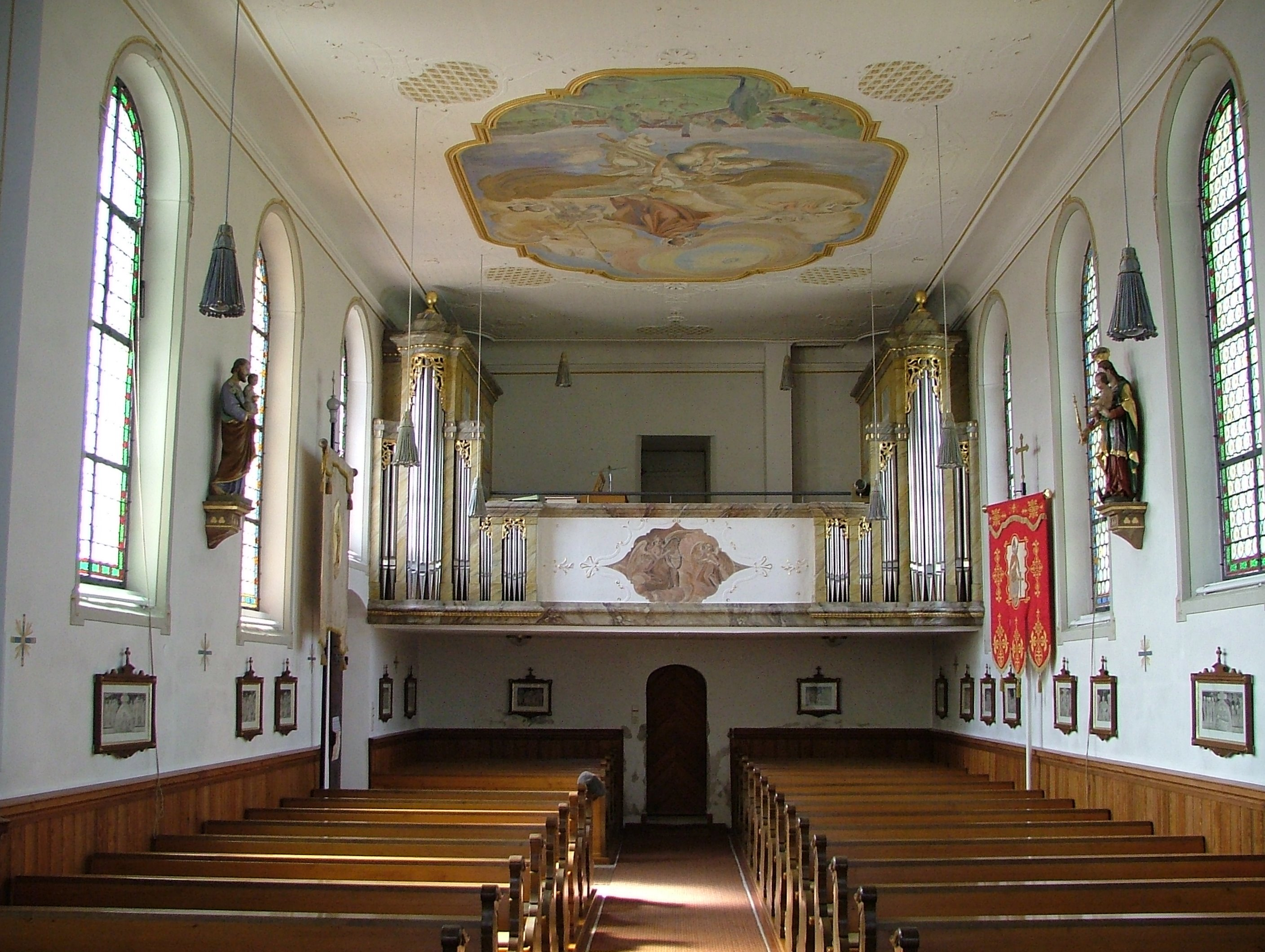
Innenansicht nach Westen

Die römisch-katholische Pfarrkirche St. Mauritius steht in Rottum, einem Ortsteil der Gemeinde Steinhausen an der Rottum im Landkreis Biberach in Baden-Württemberg. Die Kirchengemeinde gehört zur Diözese Rottenburg-Stuttgart. Das Bauwerk ist beim Landesamt für Denkmalpflege Baden-Württemberg als Baudenkmal eingetragen.

## Beschreibung
Die 1453 errichtete Saalkirche, eine ehemalige Feldkirche, besteht aus einem Langhaus, das 1758 erneuert wurde, einem eingezogenen, dreiseitig geschlossenen Chor im Osten, zwischen denen ein Querschiff eingefügt ist, und einem Kirchturm im Westen, der im Kern von der spätgotischen Vorgängerkirche stammt, der aufgestockt wurde, um hinter den als Biforien gestalteten Klangarkaden den Glockenstuhl unterzubringen, und mit einem Satteldach bedeckt wurde. In den Giebeln befinden sich die Zifferblätter der Turmuhr.
Der Innenraum wurde im 19. Jahrhundert im neuromanischen Stil umgestaltet. Zur Kirchenausstattung gehören ein Kruzifix und eine Marienbildnis von Martin Zürn, die um 1630 entstanden sind. Die Orgel wurde 1845 von Franz Anton Kiene gebaut.